# 보에몽 2세
보에몽 2세 (1108년 – 1131년) 은 1111년부터 타란토 공작이자 안티오키아 공작이다. 보에몽 2세는 타란토 공국과 안티오키아 공국을 세운 보에몽 1세와 필리프 1세의 딸인 콩스탄체 와의 사이에 태어난 아들이다.
1111년 아버지 보에몽 1세가 이탈리아에서 죽었을 때 보에몽은 아풀리아에서 머물고 있었고 너무 어린 나이여서 안티오키아 공국은 친척인 탕크레드가 섭정을 맡았다. 탕크레드는 1112년 죽었고 섭정은 다시 살레르노의 루지에로에게 돌아갔다. 그러나 1119년 루지에로도 이슬람과의 전투에서 죽었고 예루살렘의 보두엥 2세가 섭정이 되었다.
보에몽은 1126년, 18살이 되는 그 날로 이탈리아를 떠나 안티오키아로 향했다 1127년부터 보에몽은 맹렬히 공국 주변을 공격하고 영토를 강화하는 데 힘 썼다. 특히 에데사 백국과 영토를 놓고 경쟁했는데 이는 섭정이었던 루지에로가 공국의 영토를 멋대로 에데사 백국에 넘긴 것이 발단이 되었다.
1128년 보에몽의 사촌인 루지에로 2세가 타란토를 공격하였고 점령하였다. 그는 팔레스타인에 있었기 때무네 속수무책으로 당할 수밖에 없었다. 그 해 예루살렘의 보두앵 2세가 에데사와 안티오키아의 분쟁에 개입했다. 그 사이 아타베그 장기가 알레포와 모술에서 권력을 잡아 세력이 강성해졌고 십자군은 알레포를 완전히 이슬람에 빼앗기고 말았다.
보에몽과 보두앵 2세는 에데사와의 분쟁이 종결되자 다마스쿠스를 공격했지만 이슬람에게 패했다. 그 후 보에몽은 방향을 킬리키아의 아르메니아 왕국으로 돌렸다. 아르메니아는 다니슈멘드와 손을 잡고 보에몽에 대항했다.
1131년 2월 다니슈멘드군의 계책으로 매복에 걸려 전사했고 그의 머리는 잘려나가 은상자에 담겨 칼리프에게 선물로 보내졌다.